# ده‌نو (دلگان)
ده‌نو، روستایی در دهستان جلگه چاه هاشم بخش جلگه چاه هاشم شهرستان دلگان استان سیستان و بلوچستان ایران است.

## جمعیت
بر پایه سر شماری نفوس و مسکن در سال ۱۳۹۵ جمعیت این روستا ۱۱۴۱ نفر (۲۷۴خانوار) بوده‌است.